# Saison 1976-1977 de l'AS Saint-Étienne
Chronologie
Saison précédente Saison suivante
Cette page présente la saison 1976-1977 de l'AS Saint-Étienne. Le club évolue en Division 1, Coupe de France et Coupe d'Europe des clubs champions

## Résumé de la saison
- Le club termine à la 5e place du championnat.
- Le club remporte une nouvelle Coupe de France, cette fois-ci contre Reims. C'est son 6e trophée dans cette compétition.
- Patrick Revelli termine meilleur buteur du club avec 14 buts, toutes compétitions confondues.
- Côté joueurs, aucun mouvement.

## Équipe professionnelle

### Transferts
Sont considérés comme arrivées, des joueurs n’ayant pas joué avec l’équipe 1 la saison précédente.
| Nom      | Nationalité | Poste | Transfert | Provenance/Destination | Division |
| -------- | ----------- | ----- | --------- | ---------------------- | -------- |
| Arrivées |             |       |           |                        |          |
| Départs  |             |       |           |                        |          |

## Effectif professionnel

### Championnat

#### Matchs allers
| Date       | N o | Adversaire             | Lieu | Résultat | Buteurs pour Saint-Étienne                         | Points | Classement |
| ---------- | --- | ---------------------- | ---- | -------- | -------------------------------------------------- | ------ | ---------- |
| 06/08/1976 | J01 | US Valenciennes-Anzin  | Ext. | 1 – 1    | Lacuesta 77e                                       | 1      | 9          |
| 13/08/1976 | J02 | FC Metz                | Dom. | 0 – 0    | -                                                  | 2      | 10         |
| 18/08/1976 | J03 | Olympique de Marseille | Ext. | 1 - 0    | -                                                  | 2      | 12         |
| 27/08/1976 | J04 | Bastia                 | Ext. | 1 – 1    | Piazza 85e                                         | 3      | 13         |
| 07/09/1976 | J05 | Troyes AF              | Ext. | 0 – 0    | -                                                  | 4      | 11         |
| 10/09/1976 | J06 | FC Sochaux             | Dom. | 2 - 0    | Dufour 71e (csc), Larqué 85e                       | 6      | 9          |
| 18/09/1976 | J07 | Lille OSC              | Ext. | 1 - 0    | -                                                  | 6      | 9          |
| 24/09/1976 | J08 | Stade rennais FC       | Dom. | 4 - 0    | Bathenay 28e , Revelli P. 40e 41e, , Rocheteau 82e | 8      | 7          |
| 02/10/1976 | J09 | Paris-Saint-Germain FC | Ext. | 2 - 0    | -                                                  | 8      | 10         |
| 15/10/1976 | J10 | Olympique lyonnais     | Dom. | 1 –1     | Santini 13e (pen.)                                 | 9      | 12         |
| 23/10/1976 | J11 | Angers SCO             | Ext. | 4 - 2    | Larios 16e, Farison 89e                            | 9      | 15         |
| 29/10/1976 | J12 | Nîmes Olympique        | Dom. | 2 - 0    | Revelli P. 11e, Santini 78e                        | 11     | 12         |
| 06/11/1976 | J13 | Stade de Reims         | Ext. | 1 –1     | Laraignée 1re (csc), santini 47e                   | 12     | 13         |
| 10/11/1976 | J14 | OGC Nice               | Dom. | 2 - 0    | Revelli P. 58e , Santini 89e (pen.)                | 14     | 8          |
| 20/11/1976 | J15 | Bordeaux               | Ext. | 2 - 0    | -                                                  | 14     | 11         |
| 27/11/1976 | J16 | RC Lens                | Dom. | 3 - 0    | Santini 58e, Revelli P. 70e, Synaeghel 86e         | 16     | 8          |
| 04/12/1976 | J17 | Stade lavallois        | Ext. | 3 - 1    | Bathenay 68e                                       | 16     | 10         |
| 12/12/1976 | J18 | FC Nantes              | Dom. | 2 - 0    | Farison 22e, Lopez 82e                             | 18     | 8          |
| 18/12/1976 | J19 | AS Nancy Lorraine      | Ext. | 2 - 0    | -                                                  | 18     | 11         |

#### Matchs retours
| Date       | N o | Adversaire             | Lieu | Résultat | Buteurs pour Saint-Étienne                                    | Points | Classement |
| ---------- | --- | ---------------------- | ---- | -------- | ------------------------------------------------------------- | ------ | ---------- |
| 01/01/1977 | J30 | Nîmes Olympique        | Ext. | 1 – 1    | Sarramagna 57e                                                | 19     | 6          |
| 08/01/1977 | J20 | FC Metz                | Ext. | 0 – 0    | -                                                             | 20     | 11         |
| 15/01/1977 | J21 | Olympique de Marseille | Dom. | 4 - 0    | Revelli P. 14e 34e (pen.), Lopez 57e, Bathenay 67e            | 22     | 10         |
| 23/01/1977 | J22 | Bastia                 | Dom. | 2 - 1    | Bathenay 45e, Synaeghel 57e                                   | 24     | 8          |
| 30/01/1977 | J23 | Troyes AF              | Dom. | 4 - 0    | Boury 45e, Revelli P. 71e 84e, Synaeghel 88e                  | 26     | 4          |
| 05/02/1977 | J24 | FC Sochaux             | Ext. | 4 - 0    | -                                                             | 26     | 8          |
| 18/02/1977 | J25 | Lille OSC              | Dom. | 2 - 0    | Santini 13e, Bathenay 57e                                     | 28     | 7          |
| 26/02/1977 | J26 | Stade rennais FC       | Ext. | 0 - 1    | Revelli P. 44e                                                | 30     | 7          |
| 05/03/1977 | J27 | Paris-Saint-Germain FC | Dom. | 1 - 0    | Bathenay 89e                                                  | 32     | 6          |
| 23/03/1977 | J28 | Olympique lyonnais     | Ext. | 0 - 2    | Larqué 61e, Rocheteau 88e                                     | 34     | 6          |
| 02/04/1977 | J29 | Angers SCO             | Dom. | 1 – 1    | Santini 65e                                                   | 35     | 6          |
| 28/04/1977 | J31 | Stade de Reims         | Dom. | 0 – 0    | -                                                             | 36     | 6          |
| 03/05/1977 | J32 | OGC Nice               | Ext. | 2 - 0    | -                                                             | 36     | 7          |
| 07/05/1977 | J33 | Bordeaux               | Dom. | 2 - 0    | Rocheteau 66e, Repellini 89e                                  | 38     | 7          |
| 21/05/1977 | J34 | RC Lens                | Ext. | 1 – 1    | Repellini 13e                                                 | 39     | 7          |
| 27/05/1977 | J35 | Stade lavallois        | Dom. | 3 - 1    | Lopez 14e , Repellini 29e, Sarramagna 57e (pen.)              | 41     | 5          |
| 01/06/1977 | J36 | FC Nantes              | Ext. | 3 - 0    | -                                                             | 41     | 6          |
| 04/06/1977 | J37 | AS Nancy Lorraine      | Dom. | 3 - 2    | Revelli H. 16e, Lopez 28e, Bathenay 89e                       | 43     | 5          |
| 08/06/1977 | J38 | US Valenciennes-Anzin  | Dom. | 5 - 0    | Bathenay 27e 77e, Janvion 30e, Revelli P. 40e, Revelli H. 72e | 45     | 5          |

#### Classement final
En cas d'égalité entre deux clubs, le premier critère de départage est la différence de buts.
| Rang | Équipe                   | Pts | J  | G  | N  | P  | Bp | Bc | Diff |
| ---- | ------------------------ | --- | -- | -- | -- | -- | -- | -- | ---- |
| 1    | FC Nantes                | 58  | 38 | 25 | 8  | 5  | 80 | 40 | +40  |
| 2    | RC Lens                  | 49  | 38 | 19 | 11 | 8  | 73 | 53 | +20  |
| 3    | SEC Bastia               | 47  | 38 | 20 | 7  | 11 | 82 | 53 | +29  |
| 4    | AS Nancy Lorraine        | 45  | 38 | 18 | 9  | 11 | 78 | 53 | +25  |
| 5    | AS Saint-Étienne T C     | 45  | 38 | 17 | 11 | 10 | 55 | 36 | +19  |
| 6    | Olympique lyonnais       | 44  | 38 | 17 | 10 | 11 | 54 | 47 | +7   |
| 7    | OGC Nice                 | 44  | 38 | 19 | 6  | 13 | 60 | 54 | +6   |
| 8    | FC Metz                  | 43  | 38 | 17 | 9  | 12 | 67 | 54 | +13  |
| 9    | Paris-Saint-Germain FC   | 42  | 38 | 17 | 8  | 13 | 65 | 55 | +10  |
| 10   | FC Girondins de Bordeaux | 38  | 38 | 15 | 8  | 15 | 66 | 57 | +9   |
| 11   | Stade de Reims           | 36  | 38 | 12 | 12 | 14 | 53 | 60 | -7   |
| 12   | Olympique de Marseille   | 36  | 38 | 14 | 8  | 16 | 48 | 63 | -15  |
| 13   | Nîmes Olympique          | 34  | 38 | 12 | 10 | 16 | 45 | 56 | -11  |
| 14   | FC Sochaux               | 34  | 38 | 12 | 10 | 16 | 44 | 56 | -12  |
| 15   | Troyes AF                | 33  | 38 | 13 | 7  | 18 | 41 | 59 | -18  |
| 16   | Stade lavallois P        | 32  | 38 | 11 | 10 | 17 | 46 | 62 | -16  |
| 17   | US Valenciennes-Anzin    | 31  | 38 | 9  | 13 | 16 | 41 | 56 | -15  |
| 18   | Angers SCO P             | 27  | 38 | 8  | 11 | 19 | 44 | 65 | -21  |
| 19   | Lille OSC                | 21  | 38 | 7  | 7  | 24 | 40 | 67 | -27  |
| 20   | Stade rennais FC P       | 21  | 38 | 6  | 9  | 23 | 43 | 79 | -36  |

Victoire à 2 points
Qualifications européennes
Coupe des clubs champions européens
- 1er : 1er tour (1/16 de finale)

Coupe d'Europe des vainqueurs de coupe
- Vainqueur de la Coupe de France : 1er tour (1/16 de finale)

Coupe UEFA
- 2e et 3e : 1er tour (1/32 de finale)

Relégation
- 18e, 19e et 20e : relégation en Division 2

Abréviations
T : Tenant du titre

C : Vainqueur de la Coupe de France 1976-77

P : Promus de Division 2
- Les vainqueurs des deux groupes de D2, le RC Strasbourg et l'AS Monaco FC, obtiennent la montée directe en D1. Les deux deuxièmes des groupes se disputent la montée, et c'est le FC Rouen qui remporte ce barrage face au FC Gueugnon, et prend la troisième place d'accès à la D1.

### Coupe de France

#### Tableau récapitulatif des matchs
| Date       | N o                     | Adversaire       | Lieu                                  | Résultat   | Buteurs pour Saint-Étienne                                                  | Suite                               |
| ---------- | ----------------------- | ---------------- | ------------------------------------- | ---------- | --------------------------------------------------------------------------- | ----------------------------------- |
| 12/02/1977 | 32èmes de finale        | Olympique d'Alès | Stadium municipal, Toulouse           | 0 - 2      | Janvion 44e, Santini 89e                                                    | Qualifiés pour les 16èmes de finale |
| 12/03/1977 | 16èmes de finale aller  | AJ Auxerre       | Stade de l'Abbé-Deschamps, Auxerre    | 0 – 0      | -                                                                           | -                                   |
| 19/03/1977 | 16èmes de finale retour | AJ Auxerre       | Stade Geoffroy-Guichard,Saint-Étienne | 3 - 1      | Larqué 32e, Santini 73e, Synaeghel 82e                                      | Qualifiés pour les 8èmes de finale  |
| 09/04/1977 | 8èmes de finale aller   | FC Rouen         | Stade Robert-Diochon, Rouen           | 1 – 1      | Larqué 28e                                                                  | -                                   |
| 12/04/1977 | 8èmes de finale retour  | FC Rouen         | Stade Geoffroy-Guichard,Saint-Étienne | 2 - 0      | Sarramagna 29e (pen.), Revelli P. 65e                                       | Qualifiés pour les quarts de finale |
| 12/05/1977 | Quart de finale aller   | FC Sochaux       | Stade Auguste-Bonal, Sochaux          | 1 – 1      | Lopez 67e                                                                   | -                                   |
| 17/05/1977 | Quart de finale retour  | FC Sochaux       | Stade Geoffroy-Guichard,Saint-Étienne | 3 - 1      | Sarramagna 46e 65e, Revelli P. 52e                                          | Qualifiés pour les demi-finales     |
| 11/06/1977 | Demi-finale aller       | FC Nantes        | Stade Marcel-Saupin, Nantes           | 3 - 0      | -                                                                           | -                                   |
| 14/06/1977 | Demi-finale retour      | FC Nantes        | Stade Geoffroy-Guichard,Saint-Étienne | 5 - 1 (ap) | Revelli P. 6e, Bathenay 32e, Santini 44e, Sarramagna 115e , Revelli H. 119e | Qualifiés pour la finale            |
| 18/06/1977 | Finale                  | Stade de Reims   | Parc des Princes,Paris                | 2 - 1      | Bathenay 83e, Merchadier 87e                                                | Vainqueurs                          |

### Coupe d'Europe des clubs champions

#### Tableau récapitulatif des matchs
| Date       | N o                     | Adversaire    | Lieu                                  | Résultat | Buteurs pour Saint-Étienne | Suite                               |
| ---------- | ----------------------- | ------------- | ------------------------------------- | -------- | -------------------------- | ----------------------------------- |
| 15/09/1976 | 16èmes de finale aller  | CSKA Sofia    | Stade de l'armée bulgare,Sofia        | 0 – 0    | -                          | -                                   |
| 29/09/1976 | 16èmes de finale retour | CSKA Sofia    | Stade Geoffroy-Guichard,Saint-Étienne | 1 - 0    | Piazza 28e                 | Qualifiés pour les 8èmes            |
| 20/10/1976 | 8èmes de finale aller   | PSV Eindhoven | Stade Geoffroy-Guichard,Saint-Étienne | 1 - 0    | Piazza 61e                 | -                                   |
| 03/11/1976 | 8èmes de finale retour  | PSV Eindhoven | Philips Stadion,Eindhoven             | 0 – 0    | -                          | Qualifiés pour les quarts de finale |
| 02/03/1977 | Quart de finale aller   | Liverpool     | Stade Geoffroy-Guichard,Saint-Étienne | 1 - 0    | Bathenay 79e               | -                                   |
| 06/03/1977 | Quart de finale retour  | Liverpool     | Anfield,Liverpool                     | 3 - 1    | Bathenay 51e               | Éliminés                            |

### Statistiques

#### Équipe-type
| \| Curkovic Farison Janvion (Repellini) Piazza Lopez Santini Synaeghel Bathenay (Larqué) (H.Revelli) P.Revelli Rocheteau Sarramagna \| Équipe-type de la saison 1976-1977 |
| Curkovic Farison Janvion (Repellini) Piazza Lopez Santini Synaeghel Bathenay (Larqué) (H.Revelli) P.Revelli Rocheteau Sarramagna                                          |

#### Buteurs
| Place | Nom                  | Division 1 | Coupe de France | Coupe des clubs Champions | TOTAL des BUTS |
| 1     | Patrick Revelli      | 11 buts    | 3 buts          | -                         | 14 buts        |
| 2     | Dominique Bathenay   | 9 buts     | 2 buts          | 2 buts                    | 13 buts        |
| 3     | Jacques Santini      | 7 buts     | 3 buts          | -                         | 10 buts        |
| 4     | Christian Sarramagna | 2 buts     | 4 buts          | -                         | 6 buts         |
| 5     | Christian Lopez      | 4 buts     | 1 but           | -                         | 5 buts         |
| 6     | Jean-Michel Larqué   | 2 buts     | 2 buts          | -                         | 4 buts         |
| 6     | Christian Synaeghel  | 3 buts     | 1 but           | -                         | 4 buts         |
| 6     | Pierre Repellini     | 4 buts     | -               | -                         | 4 buts         |
| 9     | Dominique Rocheteau  | 3 buts     | -               | -                         | 3 buts         |
| 9     | Oswaldo Piazza       | 1 but      | -               | 2 buts                    | 3 buts         |
| 11    | Hervé Revelli        | 1 but      | 1 but           | -                         | 2 buts         |
| 11    | Gérard Janvion       | 1 but      | 1 but           | -                         | 2 buts         |
| 11    | Gérard Farison       | 2 buts     | -               | -                         | 2 buts         |
| 14    | Hugues Boury         | 1 but      | -               | -                         | 1 but          |
| 14    | Jean-François Larios | 1 but      | -               | -                         | 1 but          |
| 14    | Félix Lacuesta       | 1 but      | -               | -                         | 1 but          |
| 14    | Alain Merchadier     | -          | 1 but           | -                         | 1 but          |
| #     | contre son camp      | 2 buts     | -               | -                         | 2 buts         |
| Total | 17 buteurs           | 55 buts    | 19 buts         | 4 buts                    | 78 buts        |

Date de mise à jour : le 20 mai 2015.

#### Affluences
522 547 spectateurs ont assisté à une rencontre au stade cette saison, soit une moyenne de 20 098 par match.
26 rencontres ont eu lieu à Geoffroy-Guichard durant la saison.

Affluence de l'AS Saint-Étienne à domicile

### Équipe de France
7  stéphanois auront les honneurs de l’Équipe de France cette saison : Gérard Janvion (7 sélections) , Christian Lopez et Dominique Bathenay  (6 sélections), Dominique Rocheteau avec 4 sélections , Christian Synaeghel  (3 sélections) , Patrick Revelli  et Jean-Michel Larqué (1 sélection)
| Joueurs             | Position          | Date       | Lieu           | Adversaire | Type rencontre      | Score | Temps de jeu | Buts | Cartons |
| Gérard Janvion      | Défenseur         | 01.09.1976 | Copenhague     | Danemark   | Amical              | 1 – 1 | 45           | -    |         |
| Gérard Janvion      | Défenseur         | 09.10.1976 | Sofia          | Bulgarie   | Elim Coupe du monde | 2 – 2 | 90           | -    |         |
| Gérard Janvion      | Défenseur         | 17.11.1976 | Paris          | Eire       | Elim Coupe du monde | 2 - 0 | 90           | -    |         |
| Gérard Janvion      | Défenseur         | 23.02.1977 | Paris          | R.F.A.     | Amical              | 1 - 0 | 90           | -    |         |
| Gérard Janvion      | Défenseur         | 30.03.1977 | Dublin         | Eire       | Elim Coupe du monde | 1 - 0 | 90           | -    |         |
| Gérard Janvion      | Défenseur         | 23.04.1977 | Genève         | Suisse     | Amical              | 0 - 4 | 90           | -    |         |
| Gérard Janvion      | Défenseur         | 30.06.1977 | Rio de Janeiro | Brésil     | Amical              | 2 – 2 | 90           | -    |         |
| Christian Lopez     | Défenseur         | 09.10.1976 | Sofia          | Bulgarie   | Elim Coupe du monde | 2 – 2 | 90           | -    |         |
| Christian Lopez     | Défenseur         | 17.11.1976 | Paris          | Eire       | Elim Coupe du monde | 2 - 0 | 90           | -    |         |
| Christian Lopez     | Défenseur         | 03.02.1977 | Marseille      | Roumanie   | Amical              | 2 - 0 | 90           | -    |         |
| Christian Lopez     | Défenseur         | 23.02.1977 | Paris          | R.F.A.     | Amical              | 1 - 0 | 90           | -    |         |
| Christian Lopez     | Défenseur         | 30.03.1977 | Dublin         | Eire       | Elim Coupe du monde | 1 - 0 | 90           | -    |         |
| Christian Lopez     | Défenseur         | 23.04.1977 | Genève         | Suisse     | Amical              | 0 - 4 | 90           | -    |         |
| Christian Synaeghel | Défenseur         | 09.10.1976 | Sofia          | Bulgarie   | Elim Coupe du monde | 2 – 2 | 90           | -    |         |
| Christian Synaeghel | Défenseur         | 23.02.1977 | Paris          | R.F.A.     | Amical              | 1 - 0 | 72           | -    |         |
| Christian Synaeghel | Défenseur         | 30.03.1977 | Dublin         | Eire       | Elim Coupe du monde | 1 - 0 | 90           | -    |         |
| Jean-Michel Larqué  | Milieu de terrain | 01.09.1976 | Copenhague     | Danemark   | Amical              | 1 – 1 | 90           | -    |         |
| Dominique Bathenay  | Milieu de terrain | 01.09.1976 | Copenhague     | Danemark   | Amical              | 1 – 1 | 90           | -    |         |
| Dominique Bathenay  | Milieu de terrain | 09.10.1976 | Sofia          | Bulgarie   | Elim Coupe du monde | 2 – 2 | 90           | -    |         |
| Dominique Bathenay  | Milieu de terrain | 09.10.1976 | Sofia          | Bulgarie   | Elim Coupe du monde | 2 – 2 | 90           | 88e  |         |
| Dominique Bathenay  | Milieu de terrain | 23.02.1977 | Paris          | R.F.A.     | Amical              | 1 - 0 | 90           | -    |         |
| Dominique Bathenay  | Milieu de terrain | 30.03.1977 | Dublin         | Eire       | Elim Coupe du monde | 1 - 0 | 90           | -    |         |
| Dominique Bathenay  | Milieu de         | 30.06.1977 | Rio de Janeiro | Brésil     | Amical              | 2 – 2 | 90           | -    |         |
| Dominique Rocheteau | Attaquant         | 01.09.1976 | Copenhague     | Danemark   | Amical              | 1 – 1 | 90           | -    |         |
| Dominique Rocheteau | Attaquant         | 09.10.1976 | Sofia          | Bulgarie   | Elim Coupe du monde | 2 – 2 | 90           | -    |         |
| Dominique Rocheteau | Attaquant         | 30.03.1977 | Dublin         | Eire       | Elim Coupe du monde | 1 - 0 | 90           | -    |         |
| Dominique Rocheteau | Attaquant         | 23.04.1977 | Genève         | Suisse     | Amical              | 0 - 4 | 90           | 87e  |         |
| Patrick Revelli     | Attaquant         | 23.02.1977 | Paris          | R.F.A.     | Amical              | 1 - 0 | 45           | -    |         |

2  stéphanois a eu les honneurs de l’Équipe de France Espoirs cette saison :  Félix Lacuesta  et Jean-François Larios  avec 3 sélections.
| Joueurs              | Position | Date       | Lieu     | Adversaire | Type rencontre | Score | Temps de jeu | Buts |
| Félix Lacuesta       | Milieu   | 10.10.1976 | Le Havre | Bulgarie   | Amical         | 1 – 1 | 65           | -    |
| Félix Lacuesta       | Milieu   | 16.11.1976 | Terni    | Italie     | Amical         | 4 - 0 | 11           | -    |
| Félix Lacuesta       | Milieu   | 29.05.1977 | Courtrai | Belgique   | Amical         | 2 - 1 | 90           | -    |
| Jean-François Larios | Milieu   | 16.11.1976 | Terni    | Italie     | Amical         | 4 - 0 | 79           | -    |
| Jean-François Larios | Milieu   | 22.02.1977 | Orléans  | R.F.A. B   | Amical         | 1 - 0 | 90           | -    |
| Jean-François Larios | Milieu   | 29.05.1977 | Courtrai | Belgique   | Amical         | 2 - 1 | 90           | -    |